# Малсуйгенов, Рамазан Исламович
Малсуйгенов Рамазан Исламович (карач.-балк. Малсуйгенланы Исламны джашы Рамазан, 3 сентября 1994 года, Карачаево-Черкесская Республика — российский дзюдоист, призёр чемпионатов России, мастер спорта России, член сборной России по дзюдо. По национальности — карачаевец.

## Спортивные результаты
Победитель и медалист различных всероссийских и международных соревнований по дзюдо:
- Первенство России по дзюдо 2013 — ;
- Кубок Европы по дзюдо 2014 Санкт-Перербург — ;
- кубок Европы 2014 Берлин — ;
- Первенство Европы по дзюдо 2014 Бухарест — ;
- Первенство мира 2014 Майами — ;
- Первенство России до 23 лет 2015 — ;
- Первенство России до 23 лет 2016 — ;
- Чемпионат России по дзюдо 2017 — ;
- Чемпионат России по дзюдо 2018 — ;
- Чемпионат СКФО по дзюдо 2020 — ;
- IJF Grand-Prix Tunis 2018 — ;

В составе сборной России:
- XXV Международный континентальный турнир на Кубок принца Монако, 2018 —